# Benetutti
Benetutti (en sardo Benetùtti) es un pueblo de la provincia de Sassari, en la región de Cerdeña, Italia. Se encuentra ubicado a 140 km al norte de Cagliari y a unos 60 km al sureste de Sassari. El pueblo posee una población de 2.181 habitantes (diciembre de 2004).

## Historia
Es un pueblo muy antiguo y en su territorio se encuentran varios sitios arqueológicos de épocas prehistóricas y romanos, tales como "las tumbas de los gigantes", las "Domus de Janas" y los nuragas, construcciones que datan del neolítico.
En una de estas "Domus de Janas" y precisamente en la de "Luzzanas", ha sido encontrado grabado en la pared un laberinto de 6000 años de antigüedad.
Un ejemplo del paso de los romanos por Benetutti es la pileta en las termas de San Saturnino, una vasca circular con escalones al lado de la cual se pueden todavía encontrar los restos de unas piedras que llevaban la inscripción de las cualidades de esa agua.
De hecho Benetutti es muy conocido también por sus fuentes termales, famosas ya en épocas antiguas y probablemente relacionadas con el nombre del pueblo (Benetutti quiere decir "todos bien"), aunque sobre el nombre del pueblo hay ya numerosas leyendas y su origen exacta se pierde en los tiempos. En el pueblo hay tres sitios privados y numerosos sitios públicos donde gozar de las aguas termales. Los sitios públicos son de muy antigua construcción y son poco más o menos que simples vascas cavadas en el suelo y circundadas por piedras de granito. La mayoría de estas vascas están situadas en terrenos particulares aunque en la mayoría de ellos es posible acceder y bañarse.
Cada vasca (terma) es conocida por los lugareños por su nombre propio, derivado a su vez por el uso al cual era destinada: "su anzu de sos dientes" (la terma de los dientes) por ejemplo se utilizaba para curar las dolencia de los dientes.

## Evolución demográfica
| Gráfica de evolución demográfica de Benetutti entre 1861 y 2001 |
|                                                                 |
| Fuente ISTAT - elaboración gráfica de Wikipedia                 |